# 金九台車
金九台車是金瓜石至九份地區的一地面式纜車計畫。由於金九地區一帶地形特殊，當地政府於是計劃興建地面式纜車，全長約１公里多，沿著舊有的台車路線，將金瓜石與九份兩處觀光勝地串連起來，起點於水湳洞，終點至勸濟堂。

## 背景
金瓜石與九份地區，因腹地有限及地形變化過大的關係，導致道路在開發上不易，每逢假日觀光人潮雍現，必造成交通堵塞，一位難求的困境，也讓當地的空氣品質惡化。台北縣政府配合「魅力水金九觀光城計畫」，仿效歐洲的Doppelmayr系統，積極推動金九地區的觀光產業。

## 興建期程及計劃中止
原定自2007年起，2011年完成。但因土地汙染問題，最後於2010年3月中止計畫，並未完成興建。
新北市2020年通過法案，纜車可望重啟計畫。

## 特色
沿線地形變化大，利用舊有台車路線且須穿越兩段既有之礦石運輸窄小坑道，提供旅客礦區復古知性之旅，六坑平台景觀工程提供遊客可遠眺廢煙道、十三層等遺跡及陰陽海等自然景觀。

## 相關新聞
- 縣長督導瑞芳建設工程督促縣政業務順利推[]
- 金九台車決標 民國100年可營運[]

## 外部連結
- 金九海陸空觀光城[]
- 臺北縣政府施政成果資訊網[]